# Santuario Meiji
Santuario Meiji (明治神宮 Meiji Jingū?), ubicado en el distrito de Shibuya, Tokio, Japón. Es un santuario sintoísta dedicado a los espíritus deificados del Emperador Meiji (Mutsuhito) y su mujer, la Emperatriz Shōken.Fue fundada el 1 de noviembre de 1920, tras la muerte del Emperador Meiji.

## Historia

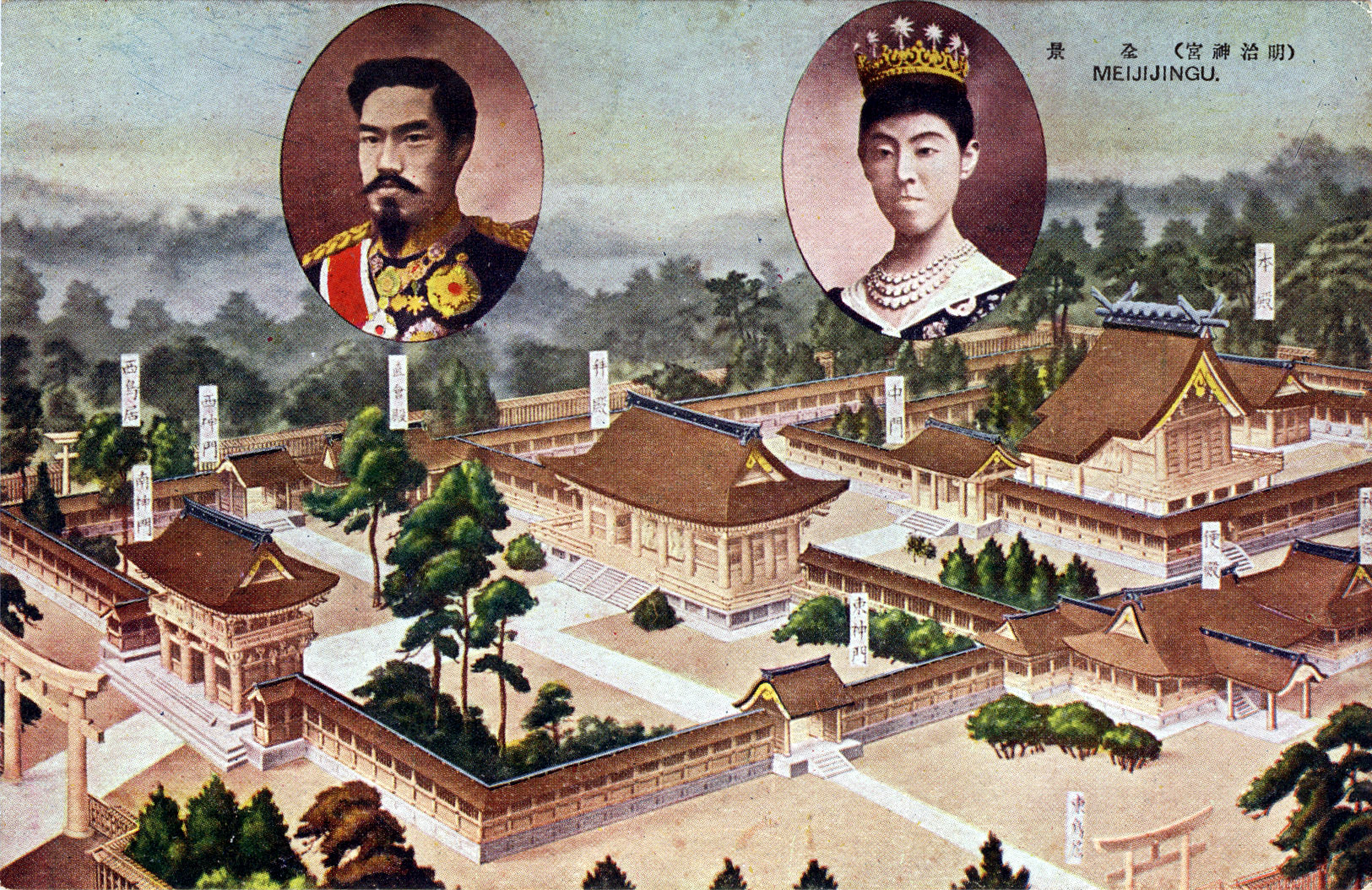
Emperador Meiji y emperatriz Shoken, Santuario Meiji (alrededor de 1926).

Después de la muerte del emperador en 1912, se formó un comité de voluntarios formado por personas influyentes como el empresario Eiichi Shibusawa y el alcalde de Tokio, Yoshiro Sakatani, y se publicó un "memorando" que especificaba el plan para la creación del santuario Meiji en su honor. La Dieta de Japón aprobó una resolución que quería conmemorar su papel en la Restauración Meiji. Un campo de lirios en una zona de Tokio que el Emperador Meiji y la Emperatriz Shōken tenían costumbre de visitar fue escogida como emplazamiento final.
La construcción comenzó en 1915, el templo fue construido en el estilo tradicional nagare-zukuri y hecho principalmente con ciprés y cobre japoneses. Fue consagrado oficialmente en 1920 y finalizado en 1921, los terrenos se terminaron oficialmente en 1926.  Hasta 1946, el Santuario Meiji fue oficialmente nombrado como uno de los Kanpei-taisha (官幣大社), que significaba que ocupaba el primer rango de santuarios con apoyo del gobierno.
El edificio original fue destruido durante el bombardeo de Tokio en la Segunda Guerra Mundial. La actual representación del santuario fue realizada mediante aportaciones de dinero público y se completó en octubre de 1958.
El santuario Meiji estuvo de actualidad por la visita realizada en 2009 por la secretaria de estado de EE. UU. Hillary Clinton. Después de llegar a Tokio en su primera visita oficial representando al recientemente elegido Presidente Barack Obama, ella acudió al santuario como antesala a la reunión con los líderes japoneses para mostrar respeto hacia la historia y cultura japonesa."
En enero de 2010, el ministro de exteriores alemán Guido Westerwelle demostró el mismo respeto cuando concluyó su viaje a Japón con una visita al santuario.

## Recintos

### Santuario
El Santuario Meiji está situado en un bosque que cubre un área de 700.000 m² (unos 175 acres). Esta zona está cubierta por un frondoso bosque que suma 120.000 árboles de 365 especies diferentes, que fueron donados por el pueblo de todo Japón cuando se construyó el santuario. El bosque es muy frecuentado como zona de recreo y tranquilidad en el centro de Tokio. El Santuario está compuesto por dos zonas principales:

### Naien
El Naien es el recinto interior, que se centra en los edificios del santuario e incluye un museo del tesoro que contiene pertenencias del Emperador y la Emperatriz. El museo del tesoro está construido en el estilo azekura-zukuri.

### Gaien
El Gaien es el recinto exterior, que incluye el Memorial de Galería pictórica Meiji que alberga una colección de 80 grandes murales ilustrativos de los sucesos en la vida del emperador y su esposa. También incluye una variedad de recintos deportivos, incluyendo el Estadio Nacional, y es reconocido como el epicentro deportivo en Japón. También incluye el Salón Memorial Maiji, que fue usado inicialmente para las reuniones del gobierno como los debates a cerca del borrador de la Constitución Meiji a finales del siglo XIX. Hoy es usado para celebrar bodas sintoístas.
Salón del Santuario Meiji
La sala se utiliza para la Ceremonia del Día de la Fundación Nacional el 11 de febrero de cada año, la Convención Nacional de la Cruz Roja en mayo, conciertos, ceremonias de entrada, ceremonias de graduación, etc., y tiene una capacidad de 1.914 asientos (1.340 asientos en el primer piso, 2.574 escaños).
Salón Kagura del Santuario Meiji
Construido en 1993 (diseñado por Yoshiya Uchida + Alced Architectural Institute). Está ubicado en el lado derecho frente al santuario principal.
Museo del Santuario Meiji
El 26 de octubre de 2019 , se inauguró un nuevo museo (diseñado por Kengo Kuma) como parte del centenario de su consagración.

## Festivales y eventos
En el santuario se celebran varios festivales al año. Algunos festivales se celebran anualmente. Las exposiciones van desde tallas en hielo, shodoten, bonsái, obras maestras de Suiseki, muñecos de memoria, crisantemos, dalia y exposiciones en el anexo del Museo del Tesoro.
- En enero (normalmente entre el 5 y el 7 de enero) y durante el Festival de Otoño se realiza en el santuario una ceremonia de entrada al anillo realizada por un Yokozuna , llamada Dezuiri (手数入り) .
- Gran Fiesta de Otoño (Del 31 de octubre al 3 de noviembre):
  - 31 de octubre: Gran Festival de Otoño Bugaku en el edificio del santuario principal.
  - 1 de noviembre - Gran Festival de Otoño: Ceremonia de aniversario de consagración, Ceremonia de la tarde.
  - 2 de noviembre: Ceremonia matutina del Gran Festival de Otoño.
  - 3 de noviembre: Gran Festival de Otoño, aniversario del cumpleaños del emperador Meiji.

## Galería

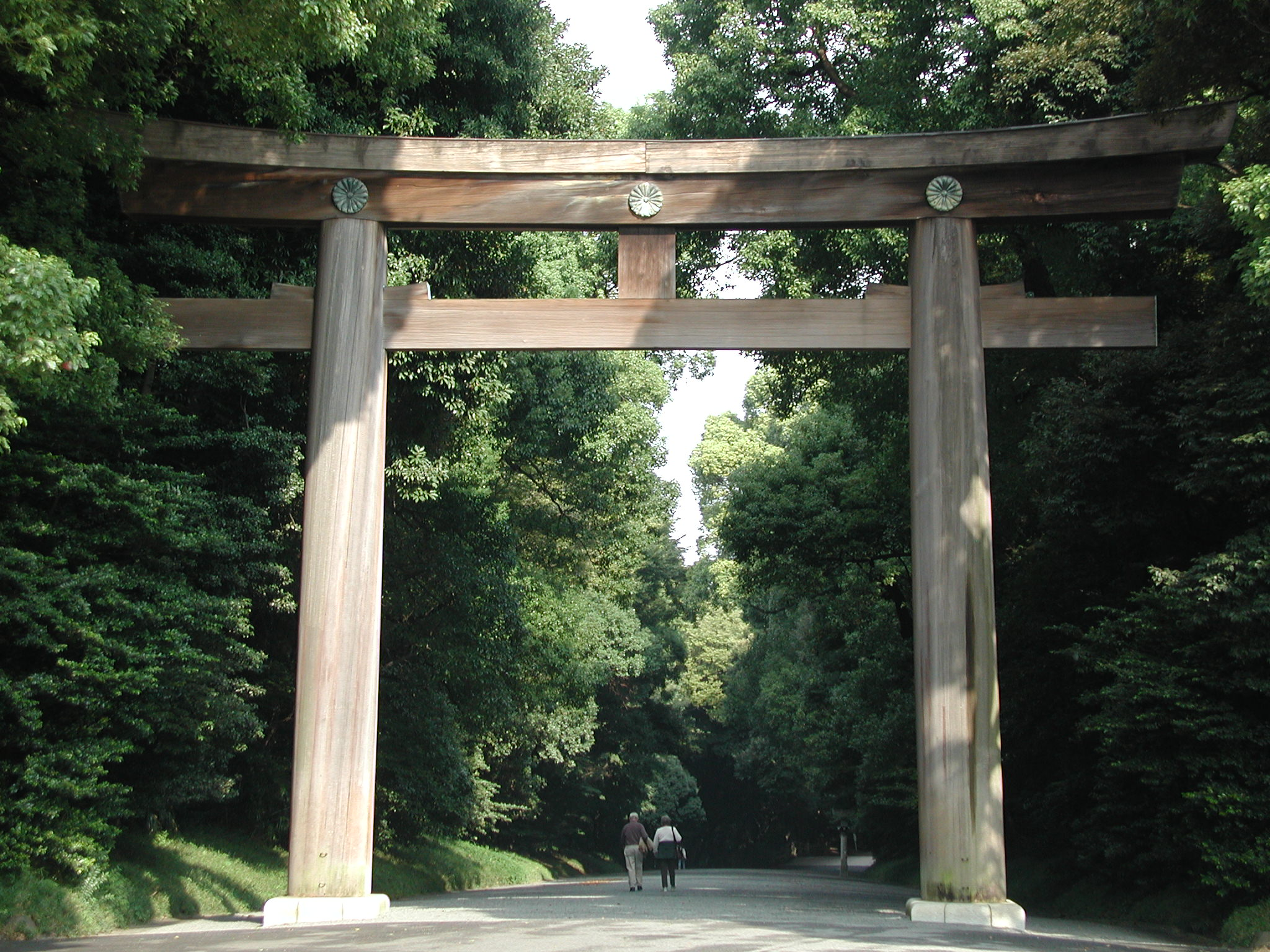
El camino principal se inicia con un Torii en talla de cedro de una decena de metros de altura.
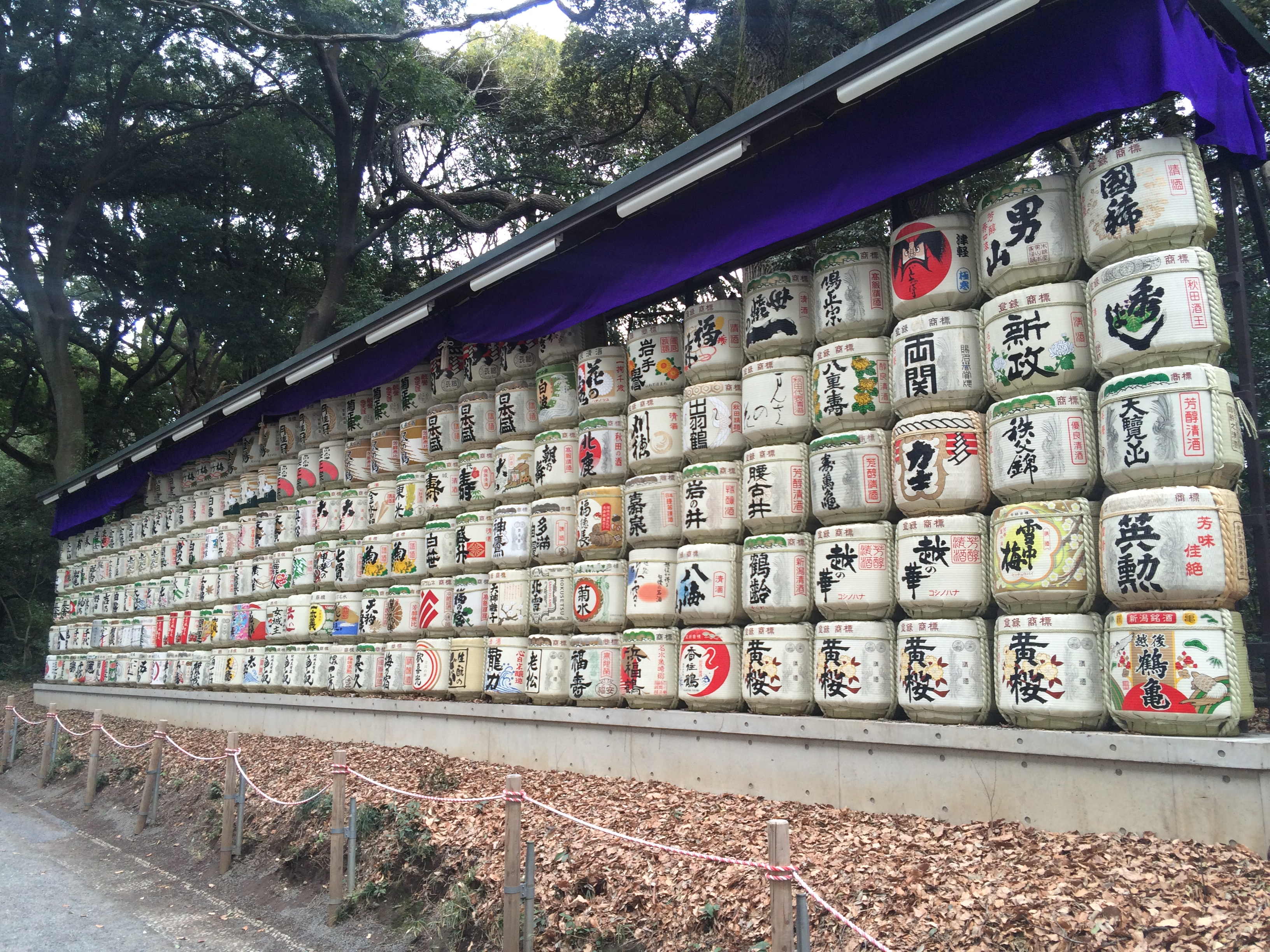
Barriles de sake (nihonshu) donados al Santuario Meiji.
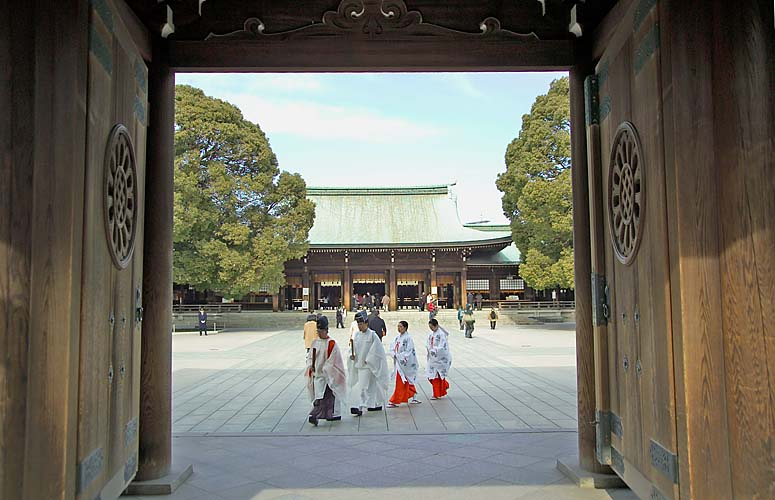
Sacerdotes y doncellas visten de forma tradicional en preparación a una boda en el santuario.
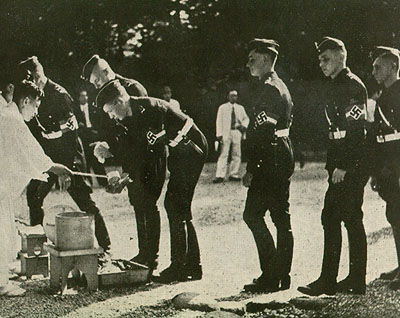
Una delegación de las juventudes hitlerianas visitando el recinto en 1938.
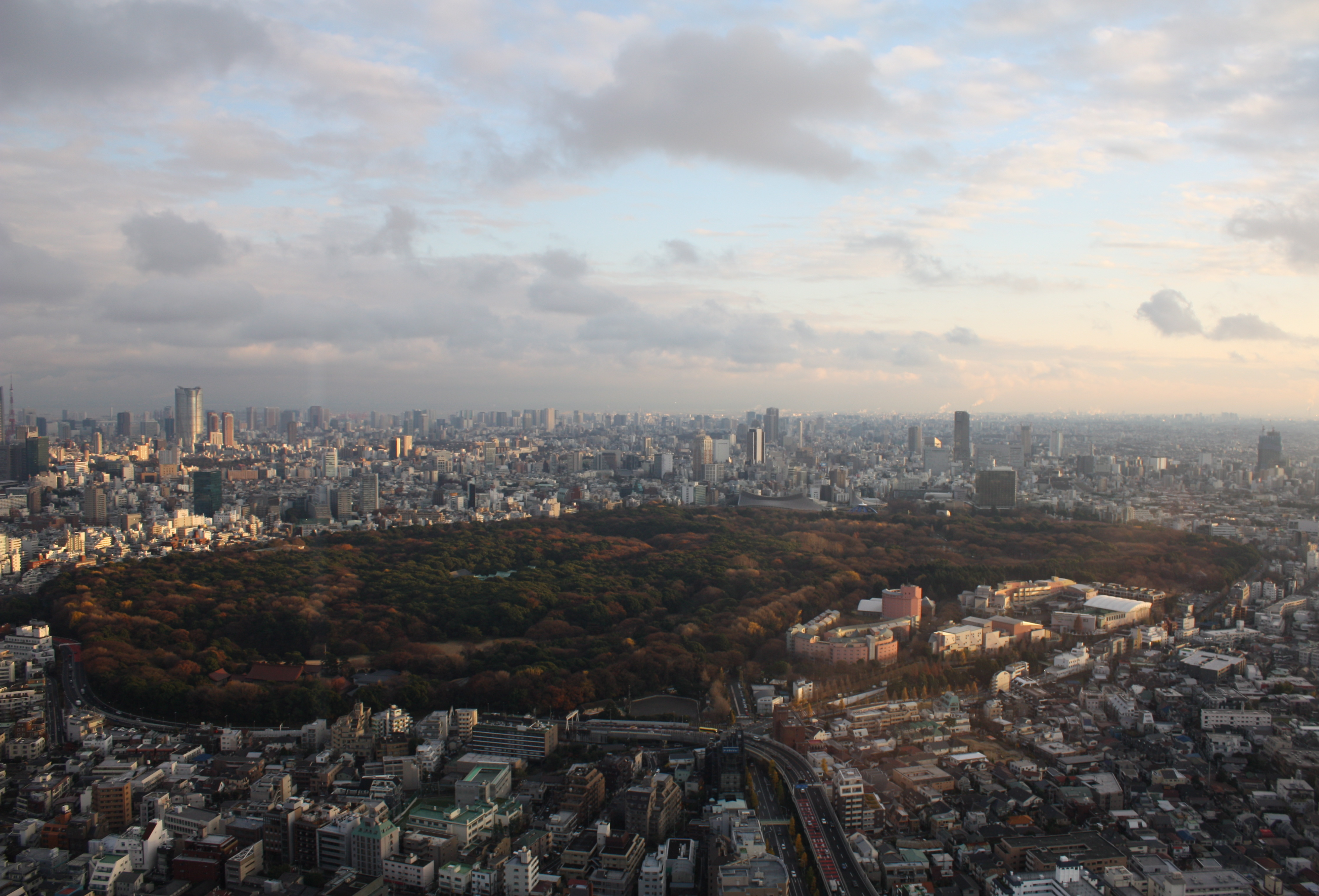
Santuario Meiji con el Parque Yoyogi.
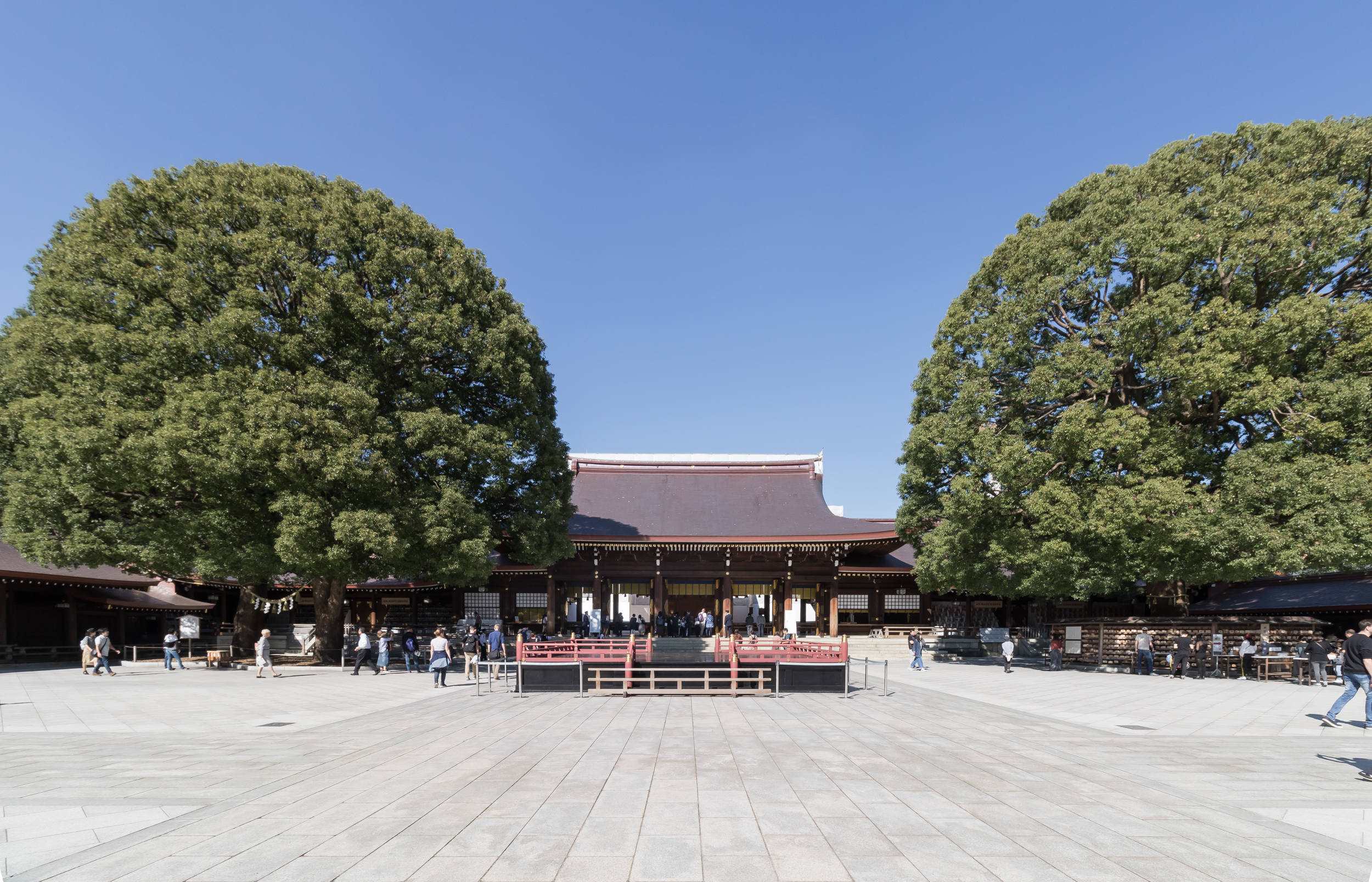
Patio exterior del santuario Meiji.
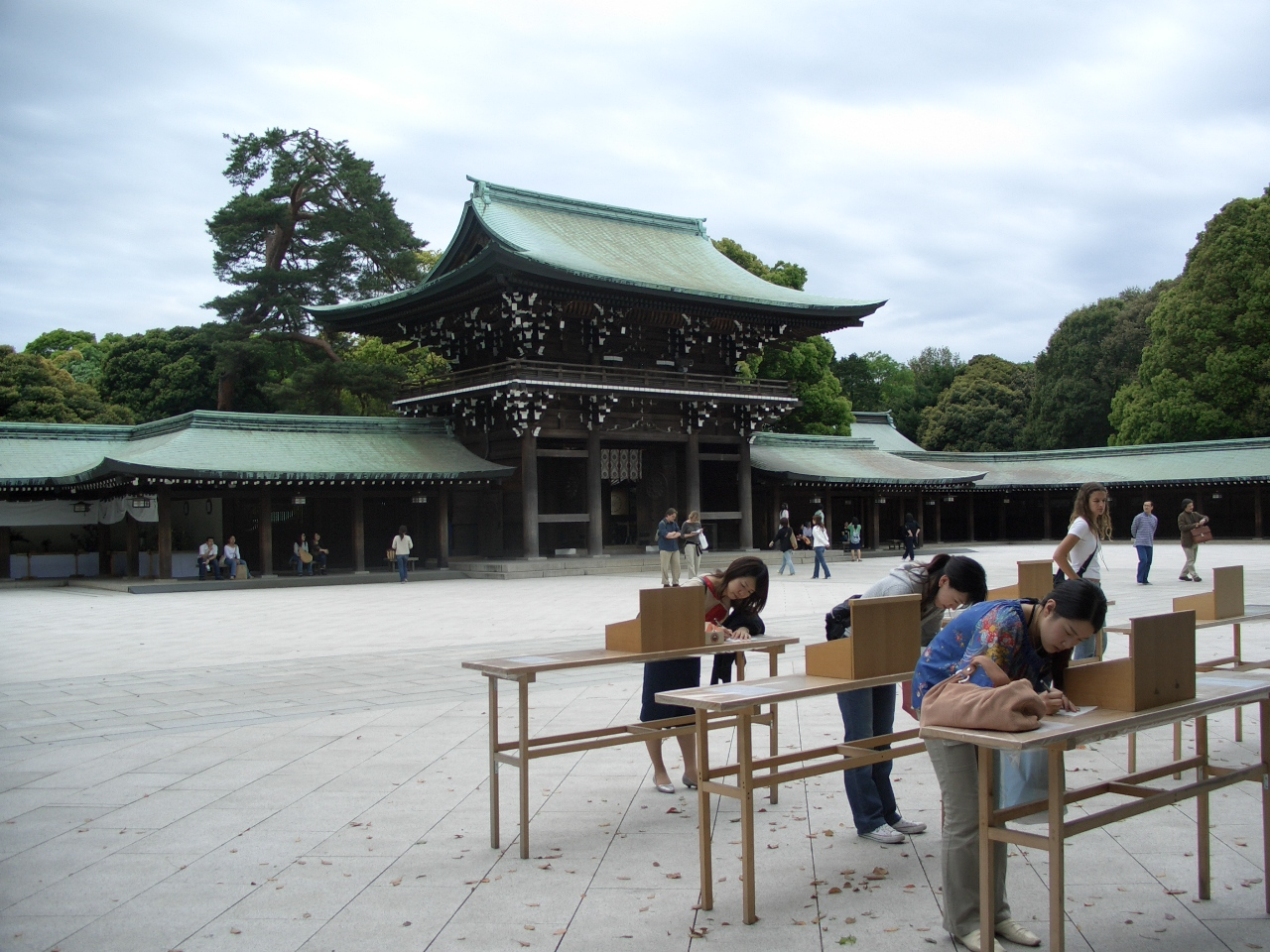
Las mujeres escriben oraciones en el patio principal
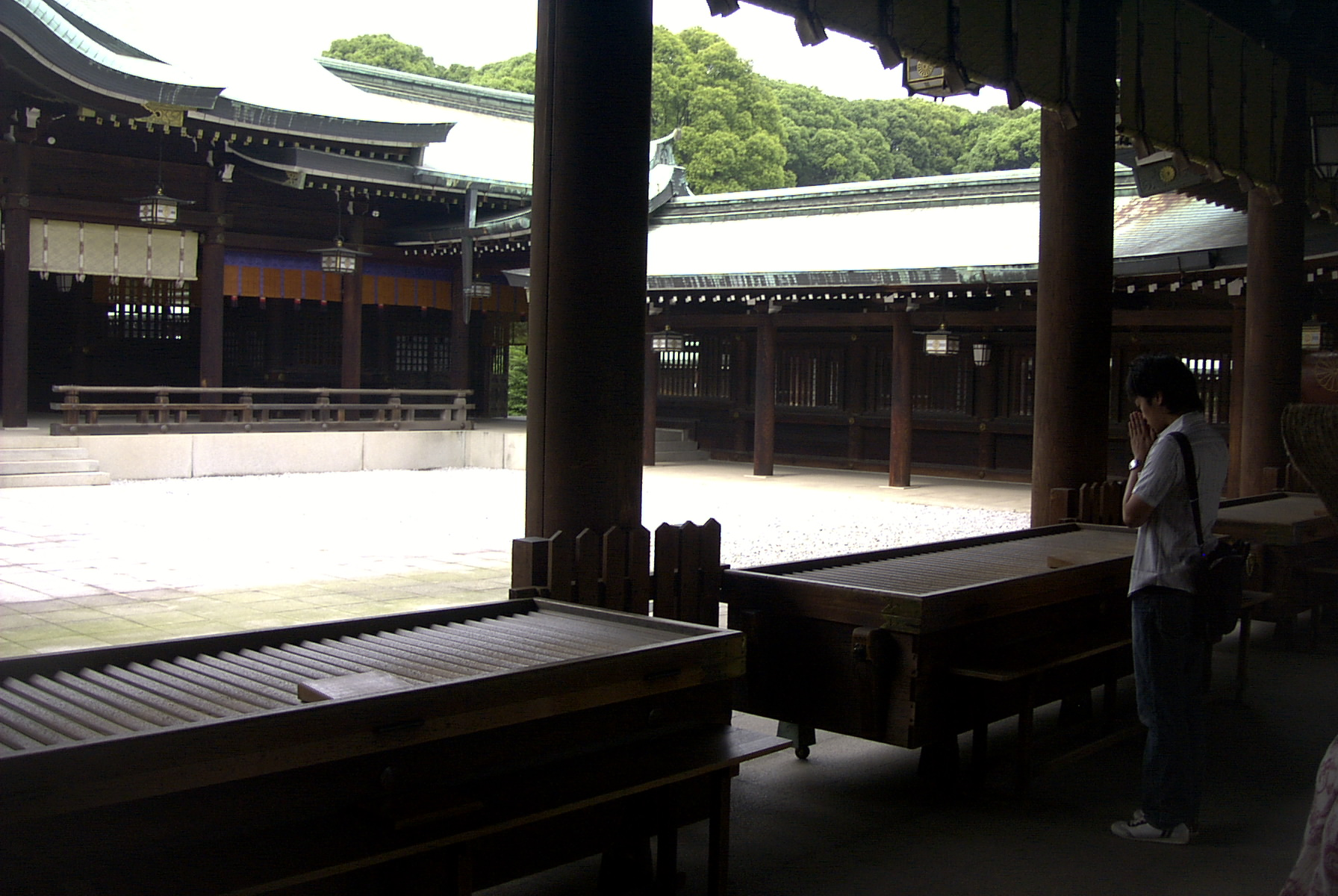
Patio interior.
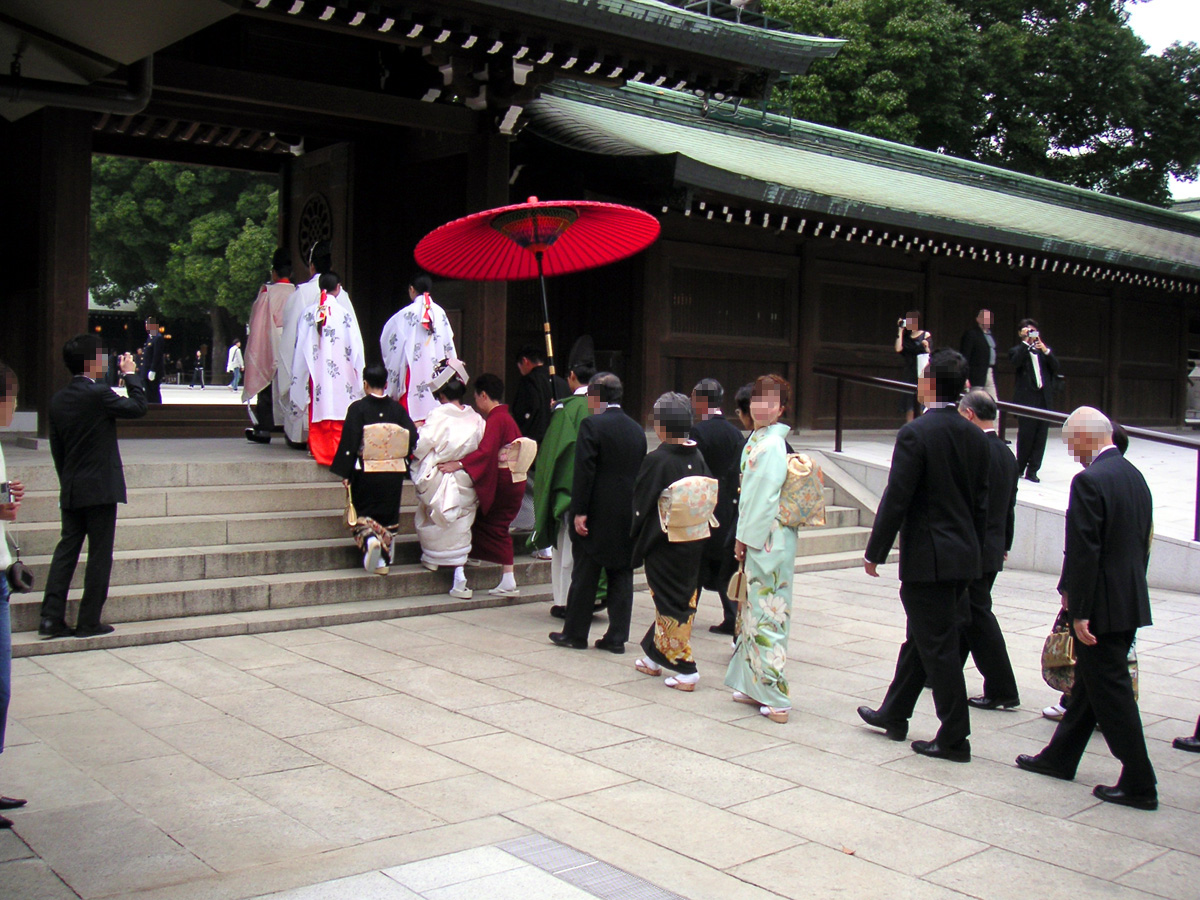
Boda en el santuario Meiji.
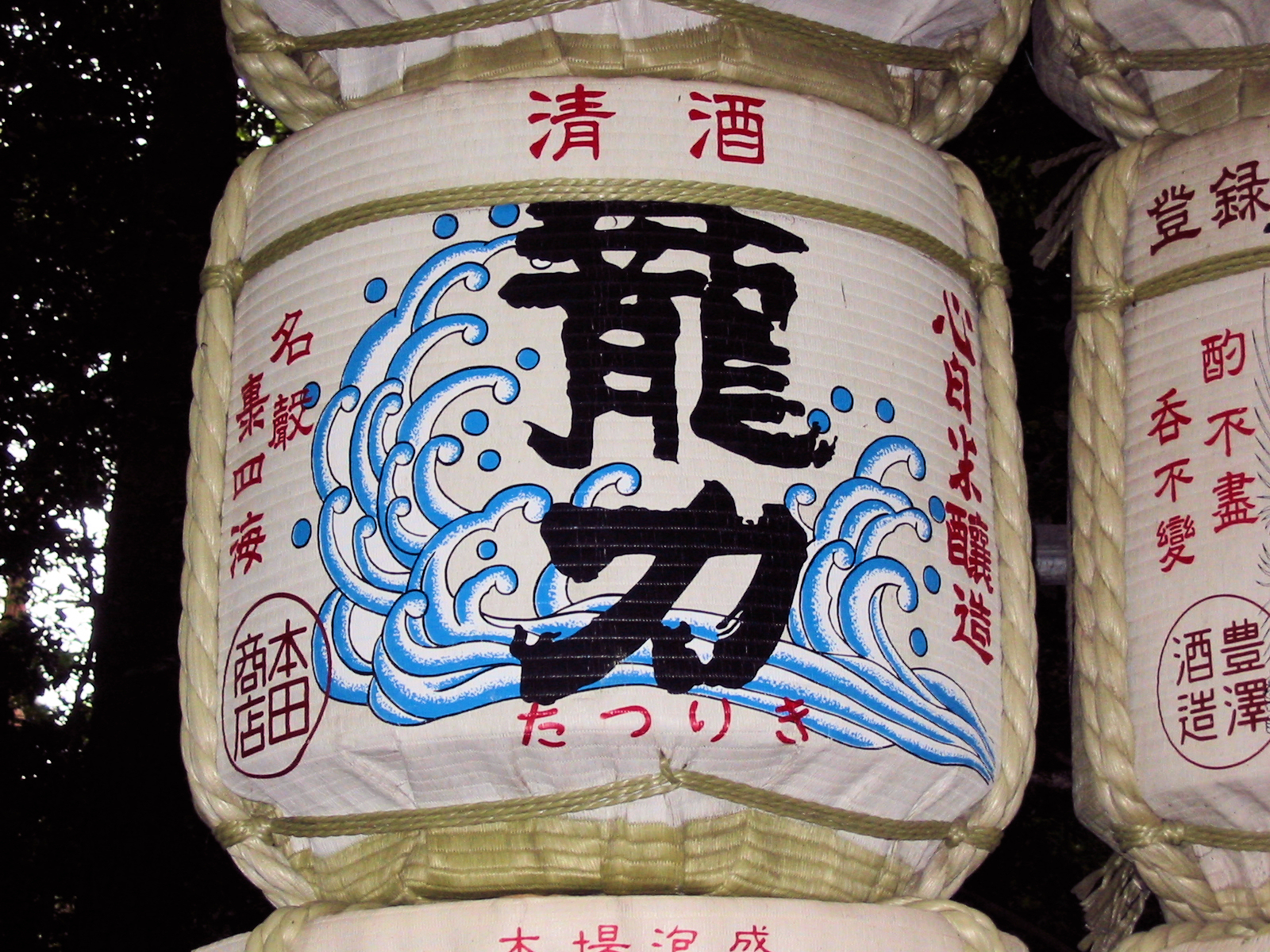
Barril de sake en ofrenda.